# Franciszek Wieniawski
Franciszek Wieniawski herbu Wieniawa (zm. w 1762 roku) – dziekan kapituły katedralnej lwowskiej w 1758 roku, kustosz kapituły katedralnej lwowskiej w 1753 roku, kanclerz kapituły katedralnej lwowskiej w 1751 roku, kanonik kapituły katedralnej lwowskiej w 1726 roku, scholastyk przemyski.